# 臺灣地區與大陸地區人民關係條例
《臺灣地區與大陸地區人民關係條例》，簡稱《兩岸人民關係條例》、《兩岸人民條例》、《兩岸關係條例》、《兩岸條例》，是中華民國在國家統一前為規範臺灣地區與大陸地區（即中国大陆）之間的民間各種往來而訂定的律例，於1992年9月18日起施行。條例名稱的「大陸地區」定位為「臺灣地區以外之中華民國領土」，「大陸地區人民」則明定為「在大陸地區設有戶籍之人民」。港澳地區雖屬「臺灣地區以外之領土」，其事務另由《香港澳門關係條例》規範，但停止適用之部分，如未另定法律規範，亦適用《两岸人民关系条例》。

## 背景
“两岸人民关系条例”是在20世纪80年代末90年代初两岸关系面临巨大转变的历史背景下产生的。1948年5月10日，中华民国政府公布《动员戡乱时期临时条款》。动员戡乱时期一直持续到1991年。在“动员戡乱”时期，中华民国将两岸关系定位为“战争状态”。但是，在中华人民共和国全面改革开放和对台政策的攻势之下，中华民国政府在1987年11月开放民众赴大陆探亲，两岸关系开始发生转折，并产生了以法律规制两岸交往关系的需要。1988年初，时任中华民国立法委员赵少康等人开始提出要通过为两岸关系立法的形式以规范两岸交往，并迅速提出了自拟草案。1989年2月，中华民国法务部公布了第一个《台湾地区与大陆地区人民关系暂行条例草案》，并于1992年7月经中华民国立法院三读通过。

## 概括
該條目自立法以來曾經過多次修正，為中華民國政府，不論是中國國民黨及民主進步黨執政時期的政府，對於中國大陸事務的重要法律之一，之後亦有《臺灣地區與大陸地區人民關係條例施行細則》、《大陸地區人民來臺從事商務活動許可辦法》及《大陸地區人民來台從事觀光活動許可辦法》等子法。
2013年7月5日，司法院大法官公布「釋字第710號解釋」，認定《臺灣地區與大陸地區人民關係條例》第18條第1至2項有關強制出境、暫時收容等規定違反正當法律程序原則與比例原則，且不符《中華民國憲法》第8條保障人身自由之意旨，「至遲於屆滿二年時失其效力」。
2019年4月9日，修正第九十三條之一條條文，罰鍰從現行12萬元以上60萬元以下，大幅提高到12萬元以上2500萬元以下罰鍰，並得限期停止、撤回投資，按次處罰到改正為止。
2019年5月31日，《两岸人民关系条例》增订动议在立法院三读通过。增订案明定两岸协商签署政治协议，应经立法院“双审议”，并举办全台公民投票通过后，才能签署、换文，由总统公布生效。三读通过的条文明定，涉及具宪政或重大政治影响的政治议题之协议，行政院应在协商开始90日前，向立法院提出协议缔结计划及宪政或重大政治冲击影响评估报告，经立法院审议通过后，始得开启协商；为充分落实“国会”监督精神，负责协议机关提出缔结计划，经全体立法委员3/4出席，及出席委员3/4同意，才能开启签署协议的协商。
2020年5月8日，民主進步黨籍立法委员蔡易餘、莊瑞雄、陳亭妃等人提出的《两岸人民关系条例》修正草案在立法院一读通过。该修正草案是对《两岸人民关系条例》第1条、第26条之1及第63条予以修订，具体内容为将第1条“国家统一前，为确保台湾地区安全与民众福祉……”内文中的“国家统一前”删除，修改为“因应国家发展”；将第26条之1及第63条中的“国家统一前”修改为“国家管辖领域仅及于台澎金马与其附属岛屿时”。不過在5月15日，立法院長游錫堃宣布，提案的蔡易餘要求撤回修正草案。
2020年11月底，陸委會會議通過兩岸條例修正案，明確規範陸企繞道第三地及藉由人頭在台從事業務活動的管理機制及相關處罰，最高可罰2500萬元。
2019年7月，臺灣高等法院高雄分院的一件國家賠償案中，法官採納法務部（82）法律決字第16337號函釋：依《臺灣地區與大陸地區人民關係條例》第2條所規定，大陸地區人民也是中華民國人民，並在2023年2月二審判決結果維持原判，此見解出現在新聞版面。對此，2023年5月25日，行政院宣佈「大陸地區人民亦為中華民國國民」的相關函釋即日起廢除，即官方正式認定中國大陸地区人民不具有中華民國國籍，並非國民，因此不享有或負擔中華民國國民的權利義務。但仍有律師指出行政院函釋僅是為了解釋法律，並不具法律效力。且依大法官釋字第137號解釋、釋字第216號解釋，法官不受各機關所發布之行政命令（包含行政函釋）之拘束，對相關案件之判決不受行政函釋拘束
兩岸人民關係條例也對台灣人與大陸人間之民事法律關係設有「準據法」之規定，內容與「涉外民事法律適用法」有所不同。

## 港澳地区的适用条件
| “                            | 本条例施行後，香港或澳门情况发生变化，致本条例之施行有危害台湾地区安全之虞时，行政院得报请总统依宪法增修条文第二条第四项之规定，停止本条例一部或全部之适用，并应即将其决定附具理由於十日内送请立法院追认，如立法院二分之一不同意或不为审议时，该决定立即失效。恢复一部或全部适用时，亦同。 本条例停止适用之部分，如未另定法律规范，与香港或澳门之关系，适用台湾地区与大陆地区人民关系条例相关规定。。 | ” |
| ——《香港澳门关系条例》第60条 | |   |

在未另定法律规范的前提下，如香港地区或澳门地区发生变化以致危害中华民国自由地区，中华民国行政院可报请中华民国总统停止《香港澳门关系条例》，采用《台湾地区与大陆地区人民关系条例》相关规定。

## 相關事件

### 常玉侄兒向教育部索討百億畫作
第67条第一项、第三项，规定大陸地區人民、法人、團體或其他機構者，依法定继承、遺囑继承而接受被繼承人在臺灣地區之遺產，每人不得逾新臺幣二百萬元。超過部分，歸屬臺灣地區同為繼承之人；臺灣地區無同為繼承之人者，歸屬臺灣地區後順序之繼承人；臺灣地區無繼承人者，歸屬國庫。大陆配偶不適用不得逾新臺幣二百萬元之限制規定。
1964年，中華民國教育部邀请旅法画家常玉前往台湾办展，42幅画作「借展」至台湾。常玉因护照问题，未能来台，后于1966年逝世。中華民國教育部将42幅画作移交國立歷史博物館。2017年，常玉的侄子常錦茂在臺北地方法院提告，向教育部、史博館追討畫作。2018年4月，臺北地方法院審理後認為，依據法律規定大陸人民繼承的在台的遺產以200萬元為限，但這些畫作市價超過3億300萬元，就算常錦茂所說的都是真的，法院也無法切割畫作分別裁判，因此不須開庭辯論審理，即直接駁回他的聲請。

### 封殺大陸OTT平台
2019年3月28日，中華民國大陸委員會发言人邱垂正对《日经亚洲评论》透露，为了遏制传播中华人民共和国政府制造的针对台湾的假新闻，中华民国政府计划封鎖爱奇艺，并阻止腾讯视频进入中華民國。邱又表示，中华民国经济部正在查处爱奇艺的台湾代理商“欧锑锑”，如果发生了违反《台湾地区与大陆地区人民关系条例》的情况，最严重的处罚是关闭“爱奇艺台湾站”。
2020年8月19日，中華民國經濟部商業司宣佈根據《台灣地區與大陸地區人民關係條例》有關條例，將循代理商在台灣落地的大陸OTT平台納入商業禁止項目表，目前在台灣運營的愛奇藝和騰訊WeTV繼續運營須在該公告預告期的14日內（9月1日起）停止運營，否則會被中華民國國家通訊傳播委員會依《關係條例》規定處新台幣5萬元以上、500萬元以下罰款，並得限期命其停止或改正；屆期不停止或改正者，將連續處罰。

### 陸男國賠案
2018年8月16日，大陸籍錢姓男子來臺騎自行車環島期間，騎至高雄市路竹區大公路，碰到漏電的路燈，遭電擊身亡。檢方相驗，發現錢姓男子左前臂至左手腕，有明顯電擊痕跡，法醫在相驗證明書也記載，死因是「電擊性休克」，錢姓男子的家人便來臺提國家賠償。2023年2月15日，高雄地方法院下判決，認定養工處疏於管理，導致路燈漏電，認為養工處有疏失責任，而且法官也認為大陸地區人民也是中華民國人民，依據的正是《臺灣地區與大陸地區人民關係條例》第2條所規定，判養工處敗訴，須賠家屬新臺幣463萬元。，目前在最高法院審理中。

### 凌友詩
凌友詩因擔任中华人民共和国第十四届全國人民代表大會代表，涉及違反台灣地區與大陸地區人民關係條例規定，案經內政部查處，2023年5月11日裁處50萬元罰鍰。

### 戶籍界定變化
2024年元旦，福建華僑大學臺灣籍教師張立齊領到中華人民共和國福建省發出的第1張「臺灣居民定居證」，陸委會指出「臺灣居民定居證」還不需設籍中國大陸，並未違反《兩岸關係人民條例》第9-1條規範，不會註銷臺灣戶籍。2025年4月，陸委會就兩岸條例第9條之1規定發出函釋，表示「大陸地區戶籍」的界定解釋為「持有居民身分證或定居證」，認為持有「定居證」者可辦理常住戶口登記及居民身分證，故認定屬於「設有大陸地區戶籍」。同年6月5日，註銷張立齊台灣地區戶籍，張男則稱其定居證已於2024年6月失效，陸委會9日稱查獲時證件是否逾期不影響違法，張男委任律師陳麗玲對此表示是違反法律不溯及既往原則，將提訴願等法律程序。

### 兵役問題
2025年6月，有一名2016年已入籍大陸男子在台親屬向臺北市議員林杏兒陳情稱，收到其親屬役政單位公文告知應於期限內辦理兵役，否則依妨害兵役罪法辦或通緝。內政部表示《兩岸條例》第9之1條第二項但書規定因申請大陸地區戶籍而喪失台灣地區人民身分者，不會因身分轉變而免除台灣地區人民義務。

## 重要大陸事務法規列表
1. 入出國及移民法[45]
2. 大陸地區人民進入台灣地區許可辦法[46]
3. 大陸地區人民在台灣地區依親居留長期居留或定居許可辦法[47]
4. 大陸地區專業人士來台從事專業活動許可辦法[48]
5. 台灣地區公務員及特定身分人員進入大陸地區許可辦法[49]
6. 試辦金門馬祖澎湖與大陸地區通航實施辦法[50]
7. 大陸地區人民來台從事商務活動許可辦法[51]
8. 台灣地區與大陸地區貿易許可辦法[52]
9. 台灣地區與大陸地區金融業務往來及投資許可管理辦法[53]